# كانتون غونزالو بيزارو
كانتون غونزالو بيزارو (بالإنجليزية: Gonzalo Pizarro Canton)‏ هو كانتون في الإكوادور، يتبع سوكومبيوس.